# Astragalus excedens
Astragalus excedens är en ärtväxtart som beskrevs av Mikhail Grigoríevič Popov och Michail Vasilevich Kultiasow. Astragalus excedens ingår i släktet vedlar, och familjen ärtväxter. Inga underarter finns listade i Catalogue of Life.